# Vivo Sonhando
"Vivo Sonhando" (também conhecido como "Dreamer") é uma canção bossa nova de 1962 composta por Antônio Carlos Jobim.
Em 1990, por um projeto de álbum de covers de músicas brasileiras, Susannah McCorkle recebeu permissão por Tom Jobim para compor novas letras em inglês, intitulando a versão dela como "Living on Dreams".
A primeira gravação do "Vivo Sonhando" foi por Os Cariocas em 1963. Tom Jobim gravou uma versão instrumental no mesmo ano para seu álbum de estreia, The Composer of Desafinado Plays, e gravou uma versão com vocal em inglês para seu álbum de 1980, Terra Brasilis.